# Svärdsjösjön
Svärdsjösjön är en sjö i Borlänge kommun i Dalarna och ingår i Dalälvens huvudavrinningsområde. Sjön är 4 meter djup, har en yta på 0,0755 kvadratkilometer och befinner sig 140 meter över havet.

## Delavrinningsområde
Svärdsjösjön ingår i det delavrinningsområde (670081-148559) som SMHI kallar för Mynnar i Dalälvens vattendragsyta. Medelhöjden är 134 meter över havet och ytan är 9,66 kvadratkilometer. Det finns ett avrinningsområde uppströms, och räknas det in blir den ackumulerade arean 17,02 kvadratkilometer. Vattendraget som avvattnar avrinningsområdet har biflödesordning 2, vilket innebär att vattnet flödar genom totalt 2 vattendrag innan det når havet efter 194 kilometer. Avrinningsområdet består mestadels av skog (15 procent), öppen mark (14 procent) och jordbruk (64 procent). Avrinningsområdet har 0,08 kvadratkilometer vattenytor vilket ger det en sjöprocent på 0,8 procent. Bebyggelsen i området täcker en yta av 0,47 kvadratkilometer eller 5 procent av avrinningsområdet.